# Scolecofusarium ciliatum
Scolecofusarium ciliatum is een schimmel behorend tot de familie Nectriaceae.

## Verspreiding
Hij komt vrij algemeen voor in Nederland.